# Iulianus argentarius

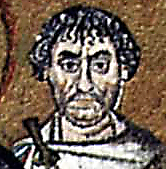
Gelegentlich wurde dieser Höfling mit Iulianus argentarius identifiziert, doch deutet nichts darauf hin, dass er bei Hof tätig war oder überhaupt eine Funktion bekleidete.

Iulianus argentarius war ein überaus vermögender, im oströmischen Ravenna des 2. Viertels des 6. Jahrhunderts tätiger Händler und argentarius, der den Bau dreier Kirchen in der Stadt finanzierte. Sein Vermögen erwarb er offenbar nicht in Staatsdiensten, sondern wahrscheinlich im Kredit- und Münzgeschäft, möglicherweise im Getreidehandel.

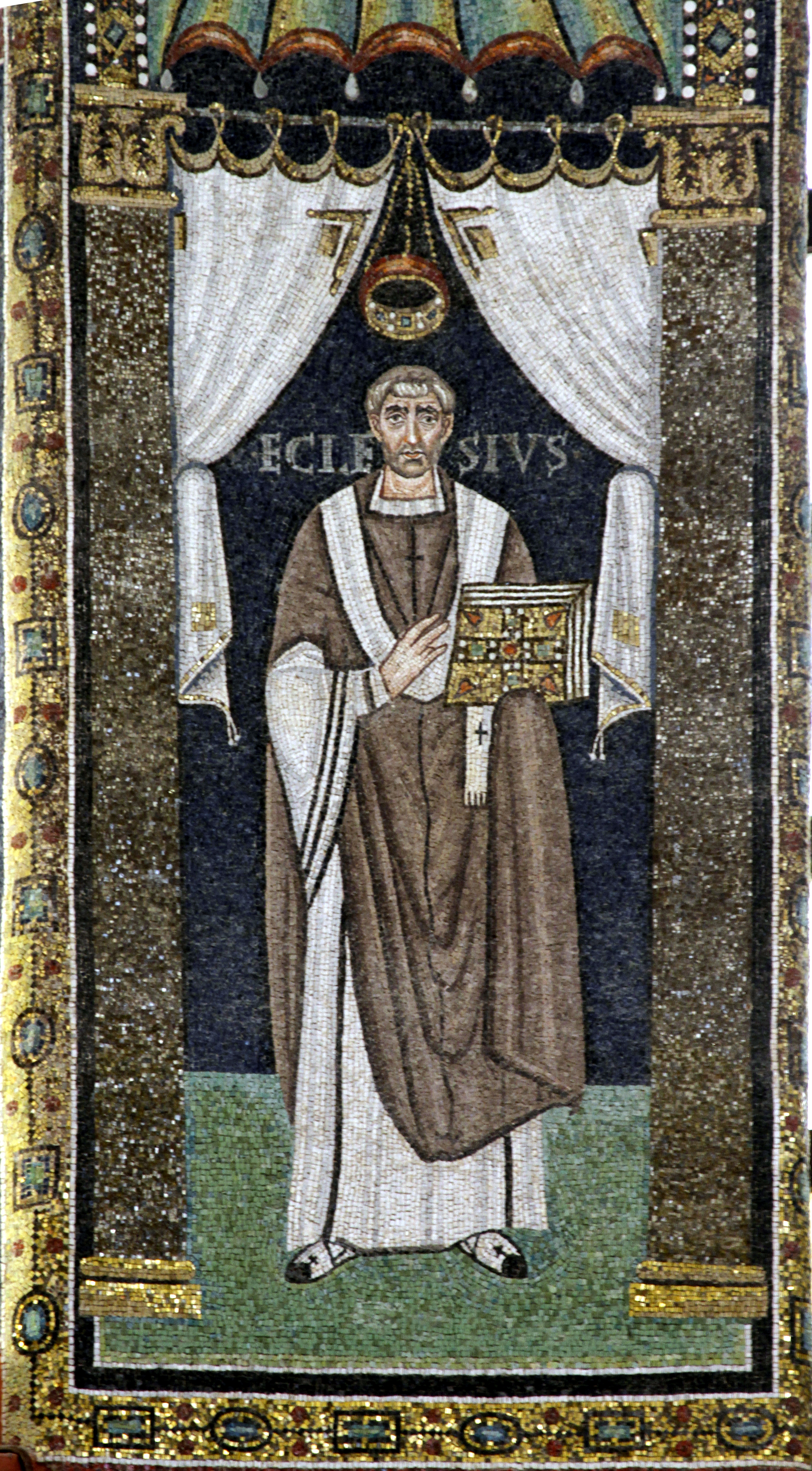
Bischof „Eclesius“

Aus dem Liber pontificalis ecclesiae Ravennatis (cap. 76) geht hervor, dass sich im Narthex der Kirche Sant’Apollinare in Classe eine Weiheinschrift befand, die heute verloren ist. Darin heißt es: „Beati Apolenaris sacerdotis basilicam, mandante viro beatissimo Ursicino episcopo, a fundamentis Iulianus argentarius aedificavit, ornavit atque dedicavit, consecrante viro beato Maximiano episcopo“. Es war demnach der vermögende Iulianus argentarius, der die Kirche auf Weisung des Bischofs Ecclesius (522–532) erbauen, ausschmücken und dem Heiligen widmen ließ. Dieser hatte bereits am Bau von San Vitale, gleichfalls in Ravenna, mitgewirkt, ebenso wie an der heute verlorenen Kirche, die einst dem hl. Michael geweiht war. Der Baubeginn erfolgte nach 526, nachdem der Bischof als einer der Begleiter des Papstes von einer Reise nach Konstantinopel zurückgekehrt war.
Möglicherweise war Iulianus identisch mit einem 539 als Zeuge in einer Schenkungsurkunde erscheinenden argentarius bzw. αργενταριος. Dabei setzte er seinen Namen und seinen Beruf zwar in Latein auf, jedoch in griechischen Buchstaben. Da sich in San Vitale sein Name in beiden Schriften findet, war es naheliegend anzunehmen, dass Iulianus beide Sprachen beherrschte. Vielleicht war er sogar griechischer Herkunft.
Der Anteil der Männer der Verwaltung und des Handels dürfte in Ravenna erheblich höher gewesen sein als in allen anderen Städten Italiens. Vielfach wurde Iulianus als Händler und Bankier bezeichnet, doch die argentarii des Römerreiches waren bereits zwischen der Mitte des 3. und der Mitte des 4. Jahrhunderts als Bankiers verschwunden – zumindest aus den Quellen. Daher ist die Zuweisung an den Geldmarkt wohl zutreffend, die Tätigkeit der Bankiers drehte sich im 6. Jahrhundert aber vornehmlich um Depositen und deren ökonomische Verwendung. Dabei nahmen sie auch Schmuck oder Barren an. Allerdings war die Kreditvergabe, insbesondere die Zinshöhe, so stark eingeschränkt, dass der Geldverleih mit sehr hohen Risiken behaftet war. Zwischen dem Ende des 5. und dem Beginn des 7. Jahrhunderts sind aus den Quellen dennoch allein 14 argentarii in Ravenna bekannt, hingegen nur vier in Rom, einer Stadt, die vielleicht die zehnfache Einwohnerzahl aufwies.
Eines der wichtigsten Betätigungsfelder dürfte darüber hinaus der Münzwechsel gewesen sein, denn der ostgotische Hof verursachte eine erhöhte Nachfrage nach Prestigegütern aus dem Osten. Außerdem profitierten – dies erweisen entsprechende Verbote – die Geldwechsler von der Vernutzung der Münzen (Münzabrieb), die im Laufe der Zeit immer leichter wurden. Dennoch versuchte der Staat die Wechsler dazu zu zwingen, nur den nominellen Wert anzuwenden. Diese Erkenntnis führte wiederum zu Mutmaßungen über die Frage, ob Iulianus sein Vermögen in erster Linie im Spekulationsgeschäft auf Getreide zusammengetragen haben könnte.
Bei all dem muss das Vermögen des Iulianus in ein Verhältnis zu sonstigen Vermögen der Zeit gesetzt werden. Er brachte immerhin 26.000 Solidi für San Vitale auf. Die drei von ihm mitfinanzierten Kirchen werden dementsprechend wohl deutlich über 50.000 Solidi erfordert haben. Doch die Landbesitzer verfügten zum Teil über sehr viel höhere Summen. Amalasuntha, die ostgotische Königin, brachte für ihre Flucht nach Konstantinopel angeblich 2.880.000 Solidi auf, wie Prokop berichtet (Gotenkrieg, I, 2, 26). Für einen Senator waren Vermögen von über 100.000 Solidi zumindest nichts Ungewöhnliches. Das ungewöhnliche an Iulianus’ Vermögen sei dementsprechend, so Cosentino, weniger der Umfang als vielmehr die Tatsache, dass es nicht von einem Grundherrn aufgebracht worden sei. Andererseits schloss der Langobardenkönig Agilulf gegen Zahlung von „nur“ 12.000 Solidi mit dem Oströmer Smaragdus Frieden auf ein Jahr (Paulus Diaconus: Historia Langobardorum, IV, 32).
Somit könnte sich auch erklären, warum im Zuge der späteren Agrarisierung der ravennatischen Wirtschaft die argentarii nur noch eine so geringe Rolle spielten, dass sie nie wieder unter den Sponsoren von Kirchenbauten erschienen.